# Den vilande Kristus i El Pardo

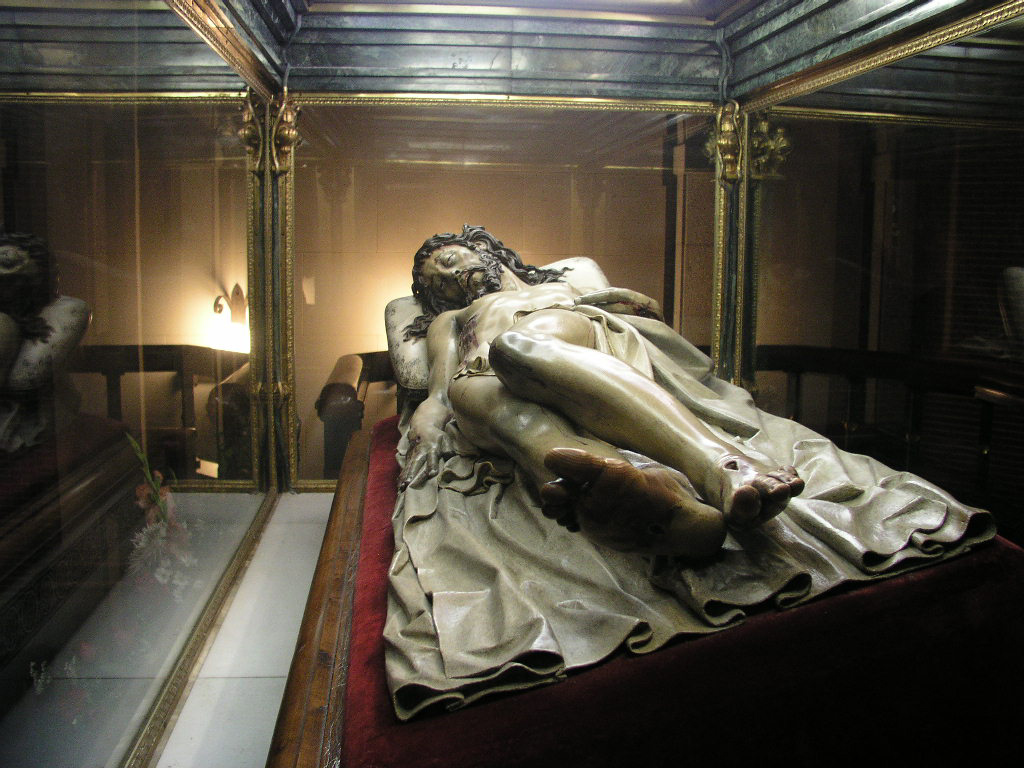
Den vilande Kristus.

Den vilande Kristus i El Pardo (Cristo yacente de El Pardo) eller Kristus i El Pardo (Cristo de El Pardo) är en barockskulptur från början av 1600-talet, skuren i målat trä av Gregorio Hernández. Den anses som ett av skulptörens mästerverk.
Skulpturen kan sedan 1615 beses i kyrkan till kapucinerklostret Convento de los Padres Capuchinos, byggd på 1600-talet och belägen i stadsdelen El Pardo i distriktet Fuencarral-El Pardo i Madrid.

## Historia
Det finns ingen konsensus beträffande tillkomsten av detta skulpturala verk. Enligt traditionen är det ett verk som gjordes 1605 på begäran av Filip III, som en offergåva efter att kungens förstfödde son, sedermera Filip IV, hade kommit till världen. Gregorio Hernández skall ha skuret den i Valladolid, då han var 29 år, kort tid efter att han hade installerat sig i den kastilianska staden, där hovet höll till.
Mot denna hypotes, som försvaras av författare som Isabel Gea Ortigas, Antonio Arandillas och Gregorio Blanco García, förlägger andra historiker tillkomsten till åren 1614–1615. I fallet José Ignacio Martín González, som baserar sin studie på verkets konstnärliga kvalitet, som snarare tillhör en mogen skulptör (Gregorio Hernández skulle då ha varit omkring 39 år), än en ung konstnär.
Den nämnda historiken argumenterar också, genom fakturan för verket, att detta inte verkar vara någon serietillverkning, vilket det hade varit om det hade gjorts år 1605, utan snarare något av de sista exemplaren i en serie av femton skulpturer av "Vilande Kristus" vilka man tillskriver Gregorio Hernández och hans ateljé.
Å andra sidan finns det historiska bevis för att skulpturen donerades till madridkonventet där den för närvarande kan ses, år 1615. Sedan dess har den befunnit sig på denna plats, utom korta perioder som sammanfallit med väpnade konflikter.
Under spanska självständighetskriget gömdes skulpturen av invånarna i El Pardo på en okänd plats, och när spanska inbördeskriget bröt ut flyttades den till olika ställen (Museo del Prado, basilikan San Francisco el Grande, Palacio Real de El Pardo och kyrkan Iglesia de Jesús de Medinaceli), till dess den återfördes till kapucinerkonventet i oktober 1939.

## Beskrivning

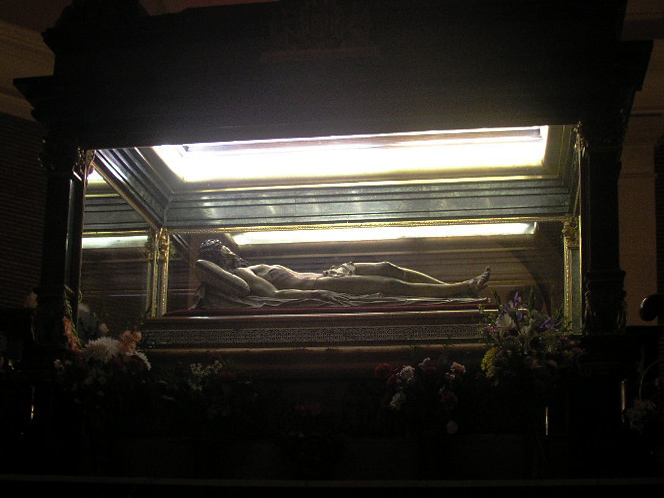
Urnan från 1940 där man förvarar skulpturen.

Skulpturen förvaras i ett sidokapell, byggt mellan 1830 och 1833 av arkitekten Isidro González Velázquez, i kyrkan som tillhör kapucinerkonventet, grundat år 1612 på begäran av Filip III.
Skulpturen visar en Jesus Kristus över en svetteduk, i vilande position, efter att ha korsfästs och förts till den Heliga graven. Det handlar om ett tema som är mycket vanligt i den spanska skulpturen från 1500- och 1600-talet, och som tagits upp, före Gregorio Hernández, av Juan de Juni, Gaspar Becerra och Francisco de la Maza, bland andra skulptörer under renässansen.
Skulpturen är gjord för att bli betraktad från sidan. Kristus huvud lutar emot högra sidan, samtidigt som höger ben framträder mer upphöjt än det vänstra. Huvudet och en del av bålen stöder på en kudde, och verkar något lutande, vilket ytterligare bidrar till detta intryck av sidoliggande.
Armarna sträcker ut sig över bädden skilda från bålen, och ger ett visst intryck av symmetri, vilket man också kan se i hårsvallet, som faller ut på båda sidorna om kudden.
Hernández undvek varje tecken på att rigor mortis skulle synas, med undantag för en lätt svullnad av kroppen. Intrycket av döden får man genom de framträdande såren och blessyrerna som uppstått på "korsvandringen" och korsfästelsen, vilka följer de stilistiska riktlinjerna inom den spanska skulpturen under barocken.
Cristo de El Pardo vilar i en urna av brons och marmor, ett verk av Félix Granda, utfört 1940. Urnan bekostades av Francisco Franco, som bodde i Palacio Real de El Pardo under den aktuella epoken.